# Luis Amado Tarodo
Luis Amado Tarodo, más conocido como Luis Amado (Arganda del Rey, España, 4 de mayo de 1976) es un jugador de fútbol sala retirado, que jugó como portero en varios equipos de División de Honor y en la Selección española.
El futbolista es uno de los más galardonados en este deporte. A lo largo de su trayectoria ha conseguido seis campeonatos de Liga, siete Copas de España y diez Supercopas a nivel de clubes, así como dos Mundiales y seis Eurocopas con la Selección española, para la que ha sido convocado en 138 ocasiones. En distinciones individuales, ha sido elegido siete veces como el mejor guardameta de la Liga Nacional de Fútbol Sala, en 2008 fue distinguido como mejor jugador del año y nombrado mejor portero del mundo en 2003 y 2004 en los Futsal Awards.

## Trayectoria
Luis Amado nació en Madrid y se crio en Arganda del Rey, donde comenzó a jugar al fútbol. A los 14 años se metió en un equipo de fútbol sala aficionado, con el que llegó a disputar campeonatos nacionales. Sus actuaciones llamaron la atención del Caja Segovia FS, que le contrató por dos temporadas en 1995. Sin embargo, el jugador no disfrutó de minutos y fue traspasado en la temporada 1996/97 al Atlético de Madrid Leganés, donde debutó como profesional.
En 1997 fue de nuevo contratado por el Caja Segovia FS, donde se hizo un hueco y se convirtió en el portero titular. Su presencia coincidió con una de las mejores épocas deportivas del cuadro segoviano, en las que logró tres Copas de España consecutivas, tres Supercopas y el campeonato de liga del año 1998/99. En distinciones individuales, Amado fue nombrado mejor portero de División de Honor desde 1999 hasta 2001. Su debut con la selección española fue el 25 de enero de 1998 frente a Portugal, y con el combinado nacional disputó el Mundial de 2000, donde España se proclamó campeón.
En la temporada 2001/02, el jugador fichó por el Inter Fútbol Sala, entonces conocido como Boomerang Interviú, y se convirtió en uno de los miembros más destacados del conjunto madrileño. Con ellos logró cinco ligas, cuatro copas y seis supercopas. Amado consiguió además un segundo mundial con la selección española, en la edición de 2004. En 2007/08, año en el que ganó su última liga, fue premiado por la Liga Nacional de Fútbol Sala como el mejor jugador de la temporada.
Tras ganar el título de Liga en 2016 decidió retirarse, tras jugar 21 años, ser internacional en 179 ocasiones y haber ganado un total de 50 títulos.

## Clubes
| Club                       | País   | Año       |
| -------------------------- | ------ | --------- |
| Atlético de Madrid Leganés | España | 1996-1997 |
| Caja Segovia Fútbol Sala   | España | 1997-2001 |
| Inter Fútbol Sala          | España | 2001-2016 |

## Palmarés

### Campeonatos nacionales
| Título            | Club                     | País   | Año     |
| ----------------- | ------------------------ | ------ | ------- |
| Copa de España    | Caja Segovia Fútbol Sala | España | 1998    |
| División de Honor | Caja Segovia Fútbol Sala | España | 1998/99 |
| Supercopa         | Caja Segovia Fútbol Sala | España | 1999    |
| Copa de España    | Caja Segovia Fútbol Sala | España | 1999    |
| Copa de España    | Caja Segovia Fútbol Sala | España | 2000    |
| Supercopa         | Caja Segovia Fútbol Sala | España | 2000    |
| Supercopa         | Caja Segovia Fútbol Sala | España | 2001    |
| División de Honor | Inter Fútbol Sala        | España | 2001/02 |
| Supercopa         | Inter Fútbol Sala        | España | 2002    |
| División de Honor | Inter Fútbol Sala        | España | 2002/03 |
| Supercopa         | Inter Fútbol Sala        | España | 2003    |
| División de Honor | Inter Fútbol Sala        | España | 2003/04 |
| Copa de España    | Inter Fútbol Sala        | España | 2004    |
| Supercopa         | Inter Fútbol Sala        | España | 2004    |
| División de Honor | Inter Fútbol Sala        | España | 2004/05 |
| Copa de España    | Inter Fútbol Sala        | España | 2005    |
| Supercopa         | Inter Fútbol Sala        | España | 2006    |
| Copa de España    | Inter Fútbol Sala        | España | 2007    |
| División de Honor | Inter Fútbol Sala        | España | 2007/08 |
| Supercopa         | Inter Fútbol Sala        | España | 2008    |
| Copa de España    | Inter Fútbol Sala        | España | 2009    |
| Supercopa         | Inter Fútbol Sala        | España | 2009    |
| Supercopa         | Inter Fútbol Sala        | España | 2011    |
| Copa del Rey      | Inter Fútbol Sala        | España | 2015    |
| Supercopa         | Inter Fútbol Sala        | España | 2015    |
| Copa de España    | Inter Fútbol Sala        | España | 2016    |
| Primera División  | Inter Fútbol Sala        | España | 2016    |

### Campeonatos internacionales
| Título               | Club                     | País   | Año     |
| -------------------- | ------------------------ | ------ | ------- |
| Campeonato de Europa | Caja Segovia Fútbol Sala | España | 1999/00 |
| Intercontinental     | Caja Segovia Fútbol Sala | España | 2000    |
| Copa de la UEFA      | Inter Fútbol Sala        | España | 2003/04 |
| Copa Ibérica         | Inter Fútbol Sala        | España | 2003/04 |
| Intercontinental     | Inter Fútbol Sala        | España | 2005    |
| Copa de la UEFA      | Inter Fútbol Sala        | España | 2005/06 |
| Copa Ibérica         | Inter Fútbol Sala        | España | 2005/06 |
| Intercontinental     | Inter Fútbol Sala        | España | 2006    |
| Intercontinental     | Inter Fútbol Sala        | España | 2007    |
| Recopa de Europa     | Inter Fútbol Sala        | España | 2007    |
| Intercontinental     | Inter Fútbol Sala        | España | 2008    |
| Copa de la UEFA      | Inter Fútbol Sala        | España | 2008/09 |

### Campeonatos de selecciones
| Título             | Selección          | País            | Año  |
| ------------------ | ------------------ | --------------- | ---- |
| Campeonato Mundial | Selección española | Guatemala       | 2000 |
| Eurocopa           | Selección española | Rusia           | 2001 |
| Campeonato Mundial | Selección española | China Taipéi    | 2004 |
| Eurocopa           | Selección española | República Checa | 2005 |
| Eurocopa           | Selección española | Portugal        | 2007 |
| Eurocopa           | Selección española | Hungría         | 2010 |
| Eurocopa           | Selección española | Croacia         | 2012 |